# Augustus FitzGerald, III duca di Leinster
Augustus Frederick FitzGerald, III duca di Leinster (Maynooth, 21 agosto 1791 – Maynooth, 10 ottobre 1874), è stato un nobile e politico irlandese.

## Biografia
Nato a Maynooth, FitzGerald era figlio di William FitzGerald, II duca di Leinster e di sua moglie, Emilia St. George.

## Carriera
Leinster fu nominato Custos Rotulorum di Kildare nel 1819 e Lord luogotenente del Kildare nel 1831, tenendo entrambi i posti a vita. Nel 1831 fu ammesso al Consiglio privato d'Irlanda e al Consiglio privato di Gran Bretagna e fu Lord High Constable of Ireland alle incoronazioni di Guglielmo IV e della regina Vittoria. Era un commissario per l'educazione nazionale per l'Irlanda (1836-1841).
Ha ereditato il ducato da suo padre nel 1804. Nel 1813 fu eletto Gran Maestro della Gran Loggia d'Irlanda, incarico che mantenne fino alla morte nel 1874. Sotto FitzGerald e il suo vice segretario generale, John Fowler, tutti i movimenti massonici divennero altamente centralizzato in Irlanda e non potevano operare senza l'approvazione della Gran Loggia.

## Matrimonio
Sposò, il 16 giugno 1818, Lady Charlotte Augusta Stanhope (15 febbraio 1793-15 febbraio 1859), figlia di Charles Stanhope, III conte di Harrington. Ebbero quattro figli: 
- Charles FitzGerald, IV duca di Leinster (30 marzo 1819-10 febbraio 1887);
- Lord Gerald FitzGerald (6 gennaio 1821-23 settembre 1886), sposò Anne Agnes Barker, ebbero un figlio;
- Lady Jane Seymour FitzGerald (1824-3 novembre 1898), sposò George Repton, non ebbero figli;
- Lord Otho Augustus FitzGerald (10 ottobre 1827-19 novembre 1882), sposò Ursula Bridgeman, ebbero due figli.

## Ascendenza
|                                                   |             |                                     | Genitori                                |  |  | Nonni |  |  | Bisnonni                                |  |  | Trisnonni         |  |
|                                                   |             |                                     |                                         |  |  |       |  |  | Robert FitzGerald, XIX conte di Kildare |  |  | Robert FitzGerald |  |
|                                                   |             |                                     |                                         |  |  |       |  |  | Robert FitzGerald, XIX conte di Kildare |  |  | Robert FitzGerald |  |
|                                                   |             | Mary Clotworthy                     |                                         |  |  |       |  |  | Robert FitzGerald, XIX conte di Kildare |  |  |                   |  |
| James FitzGerald, I duca di Leinster              |             |                                     |                                         |  |  |       |  |  | Robert FitzGerald, XIX conte di Kildare |  |  |                   |  |
|                                                   |             | Mary O'Brien                        | William O'Brien, III conte di Inchiquin |  |  |       |  |  |                                         |  |  |                   |  |
|                                                   |             | Mary O'Brien                        | William O'Brien, III conte di Inchiquin |  |  |       |  |  |                                         |  |  |                   |  |
|                                                   |             | Mary O'Brien                        | Mary Villiers                           |  |  |       |  |  |                                         |  |  |                   |  |
| William FitzGerald, II duca di Leinster           |             | Mary O'Brien                        |                                         |  |  |       |  |  |                                         |  |  |                   |  |
|                                                   |             | Charles Lennox, II duca di Richmond | Charles Lennox, I duca di Richmond      |  |  |       |  |  |                                         |  |  |                   |  |
|                                                   |             | Charles Lennox, II duca di Richmond | Charles Lennox, I duca di Richmond      |  |  |       |  |  |                                         |  |  |                   |  |
|                                                   |             | Charles Lennox, II duca di Richmond | Anne Brudenell                          |  |  |       |  |  |                                         |  |  |                   |  |
| Emily Lennox                                      |             | Charles Lennox, II duca di Richmond |                                         |  |  |       |  |  |                                         |  |  |                   |  |
|                                                   |             | Sarah Cadogan                       | William Cadogan, I conte Cadogan        |  |  |       |  |  |                                         |  |  |                   |  |
|                                                   |             | Sarah Cadogan                       | William Cadogan, I conte Cadogan        |  |  |       |  |  |                                         |  |  |                   |  |
|                                                   |             | Sarah Cadogan                       | Margaretta Cecilia Munter               |  |  |       |  |  |                                         |  |  |                   |  |
| Augustus FitzGerald, III duca di Leinster         |             | Sarah Cadogan                       |                                         |  |  |       |  |  |                                         |  |  |                   |  |
|                                                   | John Ussher | Beverley Ussher                     |                                         |  |  |       |  |  |                                         |  |  |                   |  |
|                                                   | John Ussher | Beverley Ussher                     |                                         |  |  |       |  |  |                                         |  |  |                   |  |
|                                                   | John Ussher | Grace Osborne                       |                                         |  |  |       |  |  |                                         |  |  |                   |  |
| St. George Ussher St. George, I barone St. George | John Ussher |                                     |                                         |  |  |       |  |  |                                         |  |  |                   |  |
|                                                   |             | Mary St. George                     | George St. George, I barone St. George  |  |  |       |  |  |                                         |  |  |                   |  |
|                                                   |             | Mary St. George                     | George St. George, I barone St. George  |  |  |       |  |  |                                         |  |  |                   |  |
|                                                   |             | Mary St. George                     | Margaret Skeffington                    |  |  |       |  |  |                                         |  |  |                   |  |
| Emilia Olivia St. George                          |             | Mary St. George                     |                                         |  |  |       |  |  |                                         |  |  |                   |  |
|                                                   |             | Christopher Dominick                | Christopher Dominick                    |  |  |       |  |  |                                         |  |  |                   |  |
|                                                   |             | Christopher Dominick                | Christopher Dominick                    |  |  |       |  |  |                                         |  |  |                   |  |
|                                                   |             | Christopher Dominick                | Elizabeth Foley                         |  |  |       |  |  |                                         |  |  |                   |  |
| Elizabeth Dominick                                |             | Christopher Dominick                |                                         |  |  |       |  |  |                                         |  |  |                   |  |
|                                                   |             | Rebecca Hamilton                    | James Hamilton                          |  |  |       |  |  |                                         |  |  |                   |  |
|                                                   |             | Rebecca Hamilton                    | James Hamilton                          |  |  |       |  |  |                                         |  |  |                   |  |
|                                                   |             | Rebecca Hamilton                    | Anne Hall                               |  |  |       |  |  |                                         |  |  |                   |  |
|                                                   |             | Rebecca Hamilton                    |                                         |  |  |       |  |  |                                         |  |  |                   |  |